# Nowe Kanigowo
Nowe Kanigowo – wieś sołecka w Polsce położona w województwie mazowieckim, w powiecie płockim, w gminie Bodzanów.
| SIMC    | Nazwa  | Rodzaj    |
| ------- | ------ | --------- |
| 0560360 | Stasin | część wsi |

W latach 1975–1998 miejscowość administracyjnie należała do województwa płockiego.